# Автомобільна промисловість в Еквадорі
Автомобільна промисловість Еквадору — галузь економіки Еквадору.

## Огляд

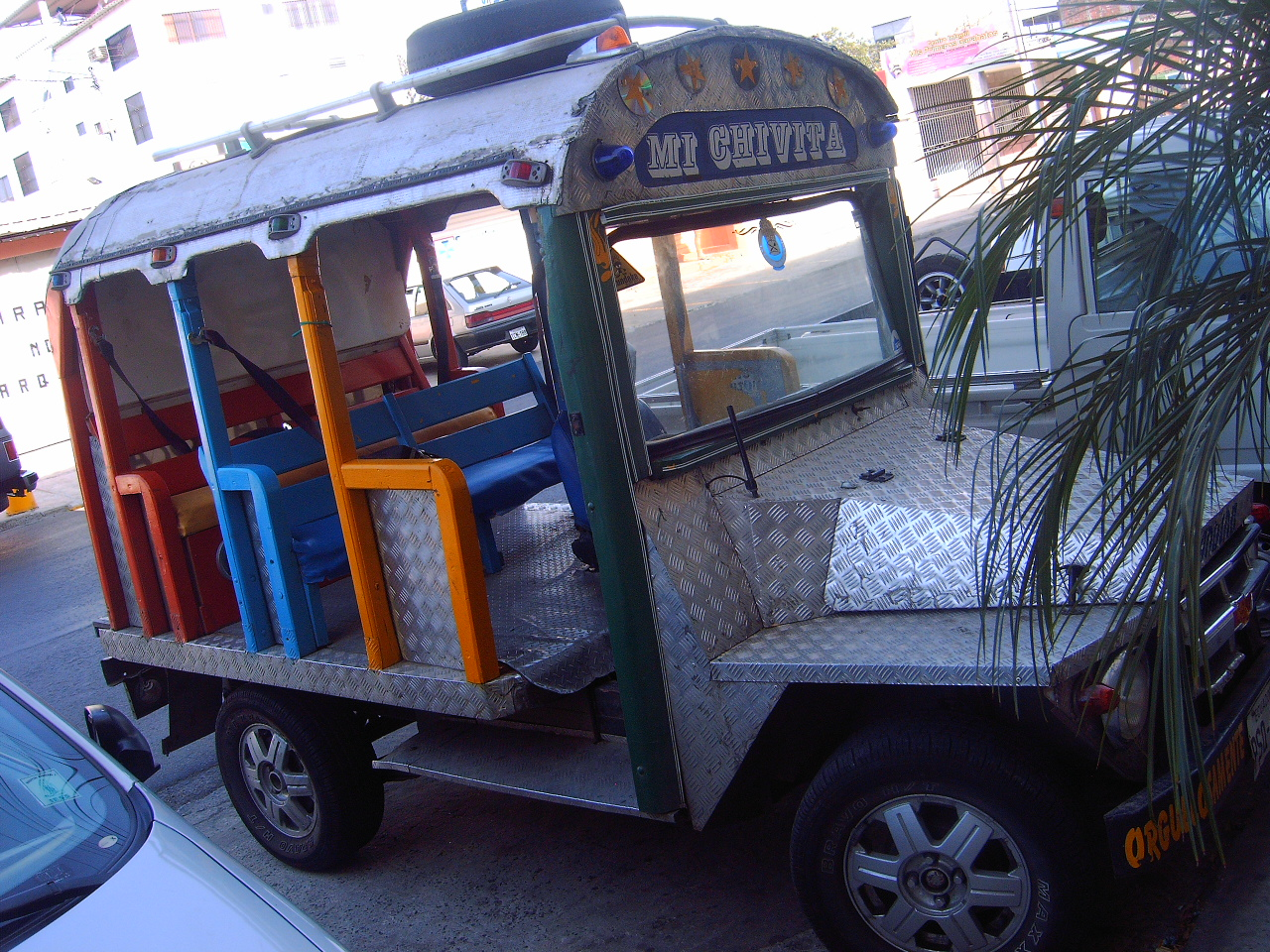
AYMESA Andino (1972–1980) був першим серійним автомобілем, виготовленим в Еквадорі

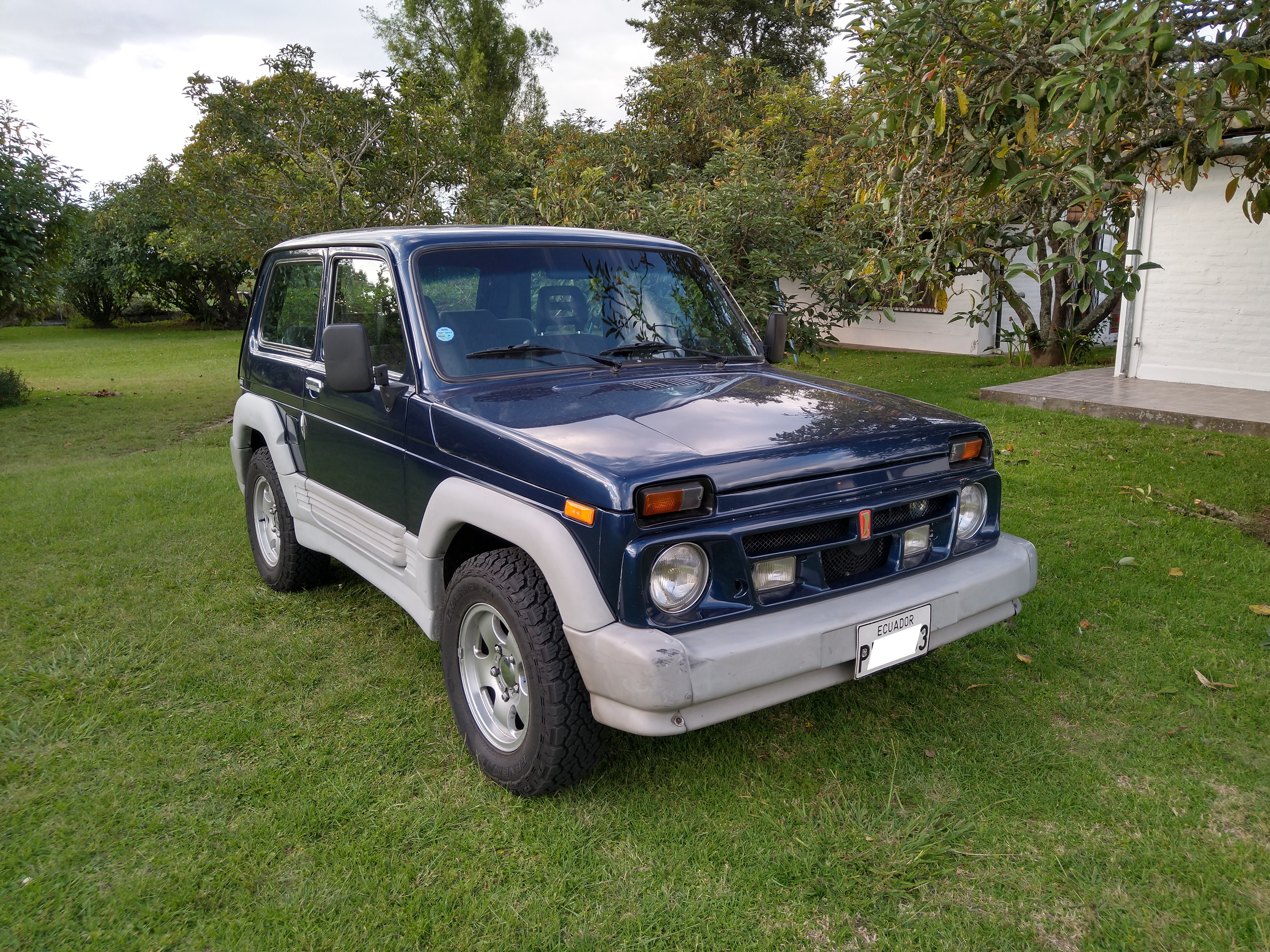
Lada Niva 2001 року в Еквадорі

Автомобільна промисловість в Еквадорі є невеликою за обсягами, а щорічне виробництво у 2000-х та 2010-х роках становило від 20 до 40 тисяч одиниць. На даний час існують такі виробники, як General Motors OBB (GM Ómnibus), який серед інших випускав такі моделі як Chevrolet Aveo, Chevrolet Sail і Chevrolet Tracker та AYMESA, який певний час випускав Kia Rio і Kia Sportage.
Виробництво автомобілів в Еквадорі зародилось наприкінці 1960-х і на початку 1970-х років. В той час були закладені основи еквадорської автомобільної промисловості, а завод AYMESA випустив один з перших автомобілів Andino, експортувавши 1,000 одиниць він увійшов в історію і посприяв зародженню промисловості Еквадору. 
Дизайн кузова AYMESA Andino був розроблений Карлосом Альмейдою (Carlos Almeida). AYMESA є абревіатурою від іспанського Automóviles y Máquinas del Ecuador, тобто Автомобілі та машини з Еквадору. Ця компанія відповідала за виробництво національних автомобілів, починаючи з 1972 року, що зробило Еквадор однією з небагатьох країн у регіоні, яка виробляла свої власні автомобілі.
Компанія AYMESA була заснована в Кіто в 1970 році у співпраці з General Motors. У 1973 році розпочато виробництво легкових та комерційних автомобілів. До 1984 року пасажирські автомобілі продавались під власною торговою маркою Aymesa, а з 1984 року під торговою маркою Chevrolet. 
На початку 1995 року почалося виробництво кількох моделей південнокорейського бренду Kia Motors, починаючи зі складання Kia Río (Stylus) і пасажирського фургона Kia Pregio з компонентів, вироблених в Еквадорі та інших країнах. Крім того У 1999 році було підписано договір про складання автомобілів Lada, згідно з яким у 2000 році в Еквадорі розпочато виробництво автомобіля Lada Niva. Виробництво було остаточно припинено в 2009 році, після падіння продажів цієї моделі.
General Motors OBB (General Motors del Ecuador SA, Ómnibus BB Transportes SA) є автоскладальним заводом, який розташований у столичному окрузі місті Кіто. 
General Motors OBB розпочав свою діяльність у 1975 році і на даний момент є найбільшим автомобільним складальним та виробничим заводом в Еквадорі. У 1981 році північноамериканська General Motors стала акціонером і розпочала значні інвестиції у складання автомобілів і виробництво автозапчастин. На потужностях заводу виконуються процеси проектування, зварювання, фарбування, складання та контролю якості, всі з яких безпосередньо контролює материнська компанія General Motors.

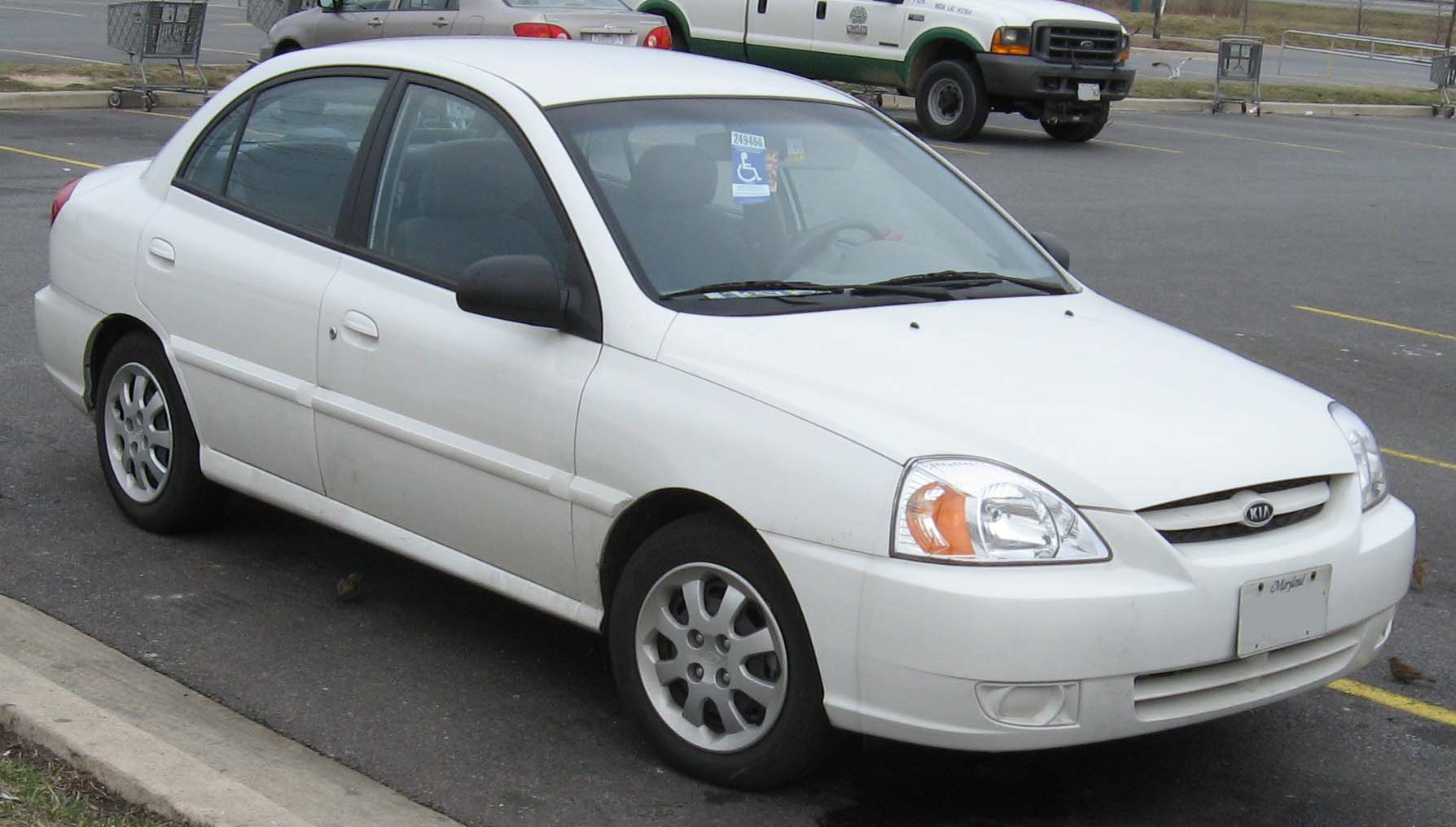
Kia Rio (DC) (2002–2013)
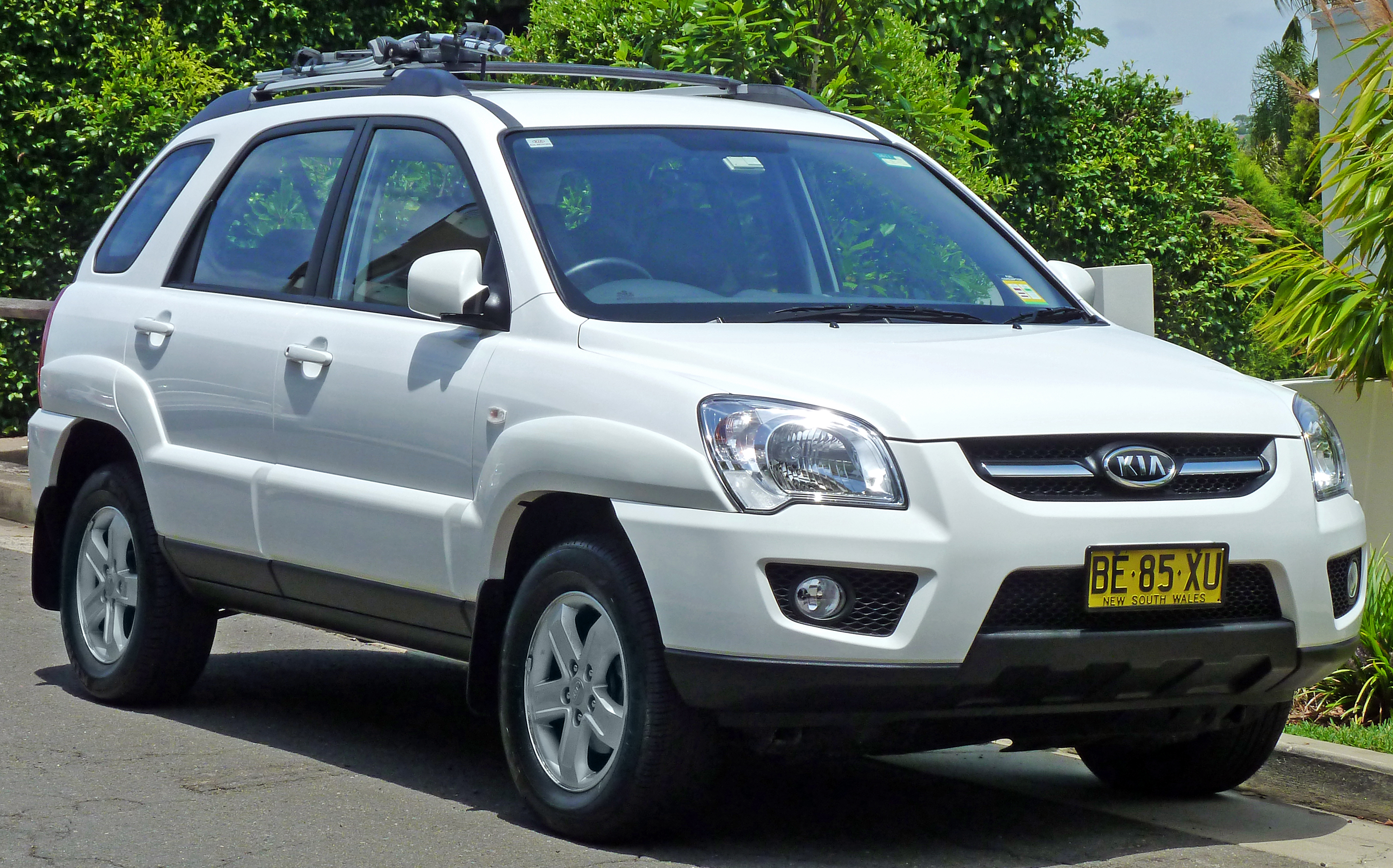
Kia Sportage (JE/KM) (2004–2010)
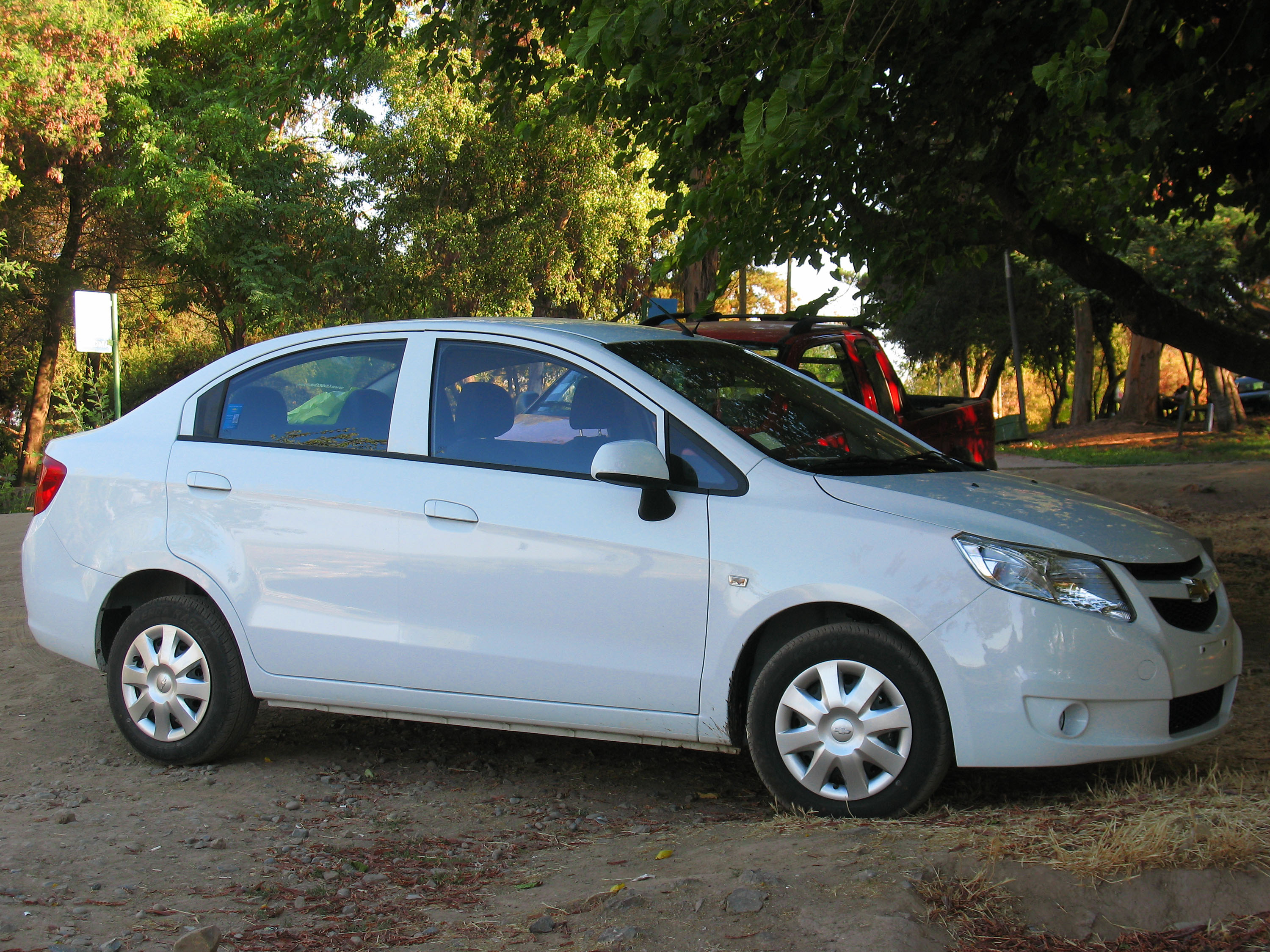
Chevrolet Sail (2010–2019)
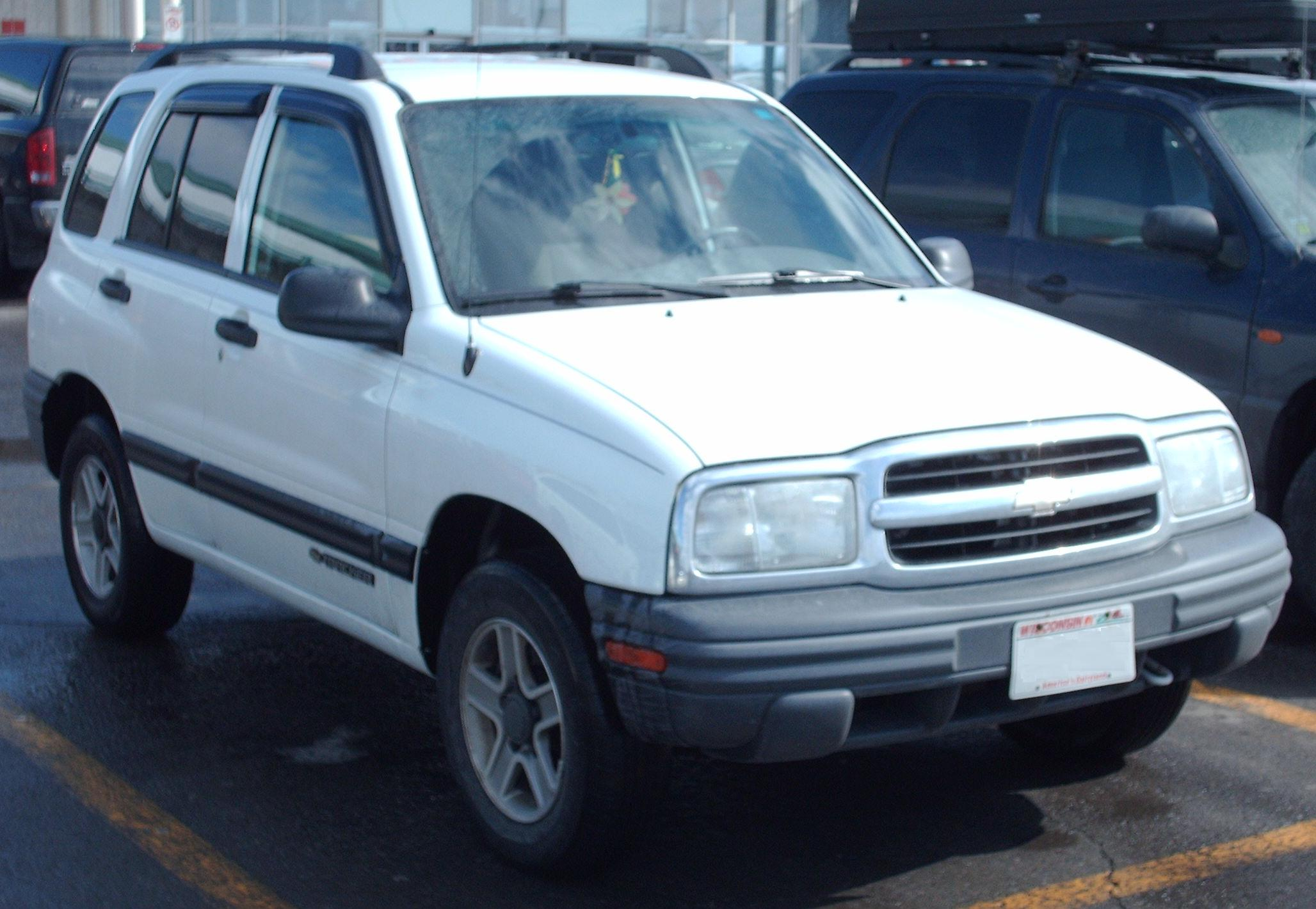
Chevrolet Tracker (FT/GT) (1999–2016)

## Виробники
Активні

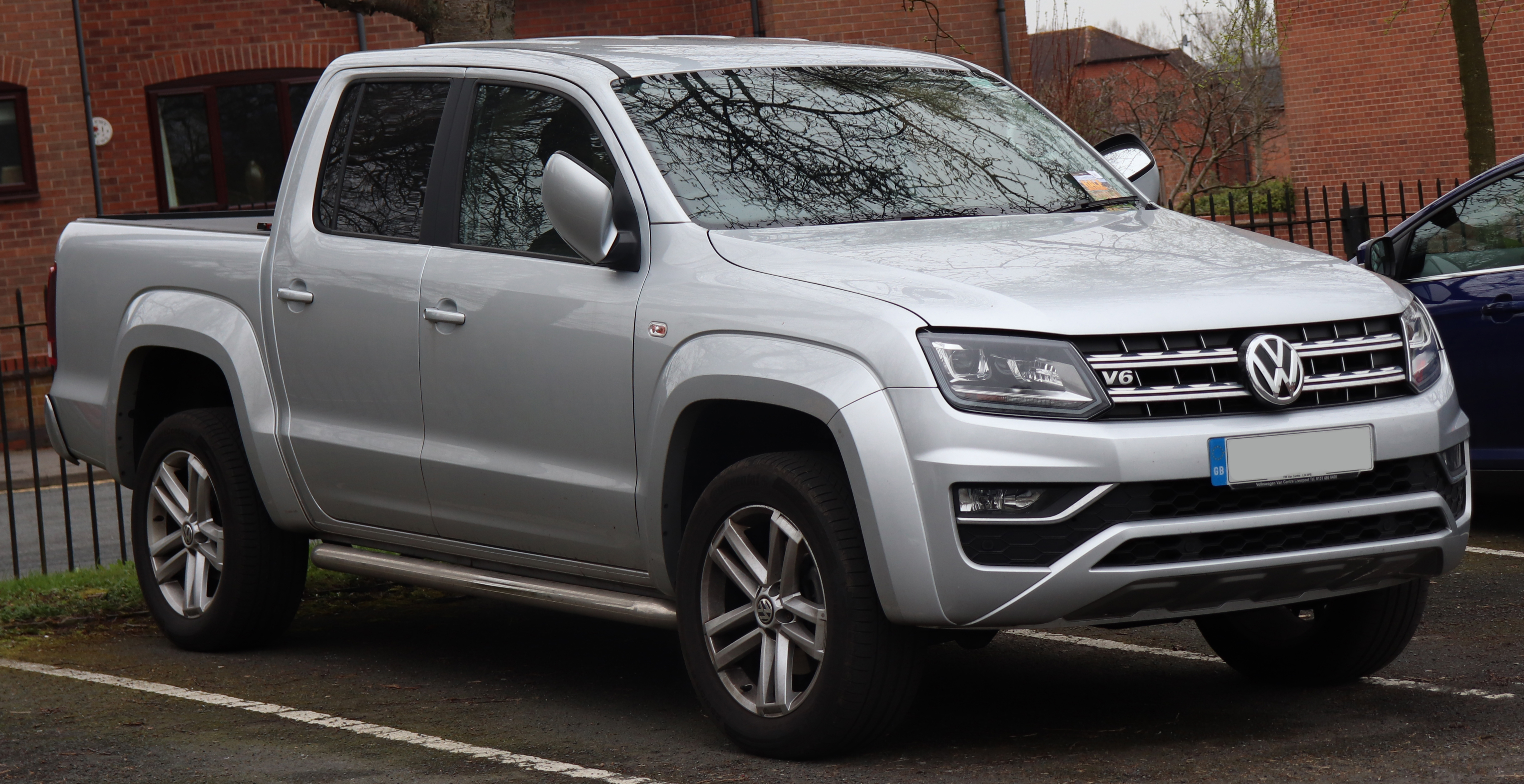
Volkswagen Amarok (2018–2022)

- AYMESA (Automóviles y Máquinas del Ecuador)
- General Motors OBB
- CIAUTO

Неактивні
- Maresa

## Обсяг виробництва за роками

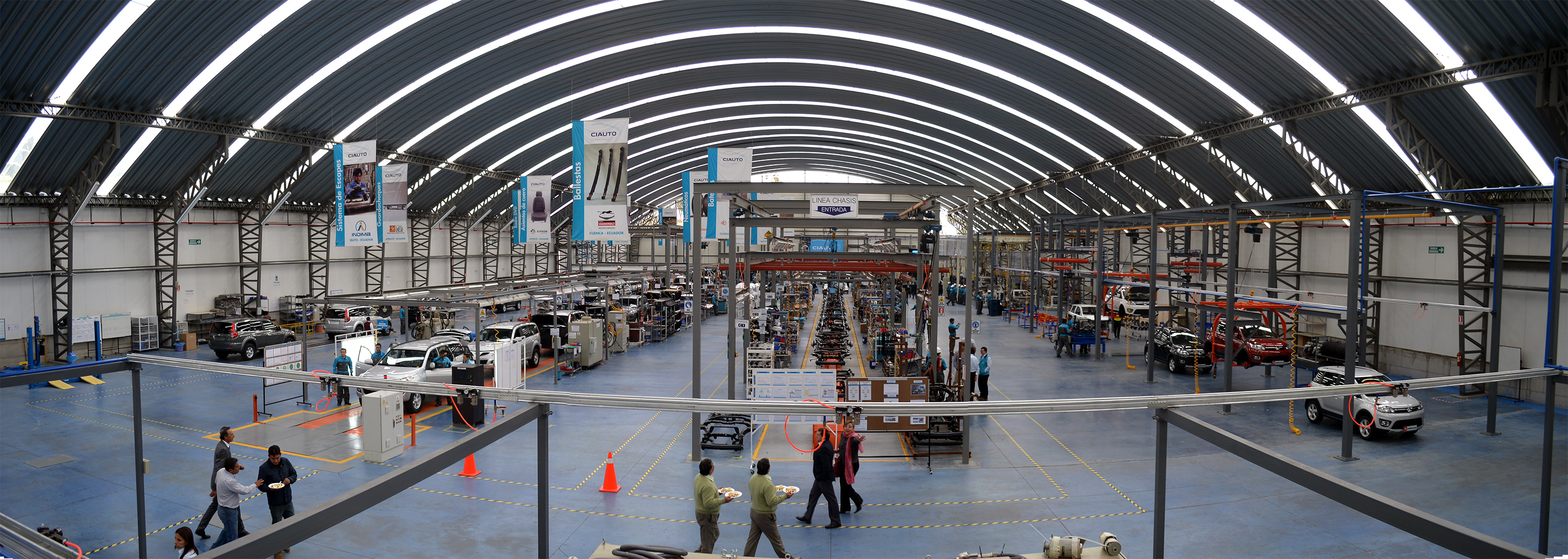
Складальний завод CIAUTO в місті Амбато, 2015 рік

| Рік  | Обсяг виробництва |
| ---- | ----------------- |
| 2000 | 41,047            |
| 2010 | 32,254            |
| 2011 | 22,335            |
| 2012 | 24,322            |
| 2013 | 24,322            |
| 2014 | 24,322            |
| 2015 | 5,986             |
| 2016 | 4,800             |
| 2017 | 2,700             |
| 2018 | 2,700             |